# Јапански вртови
Јапански вртови 日本庭園 (нихон теиен) се могу дефинисати као традиционална вештина стварања минијатурних идеализованих пејзажа, често на веома апстрактам и стилизован начин. Вртови владара и племства дизајнирани су за рекреацију и естетско задовољство, док су вртови будистичких храмова подизани за контемплацију и медитацију. Јапански вртови су се развили под утицајем различитих кинеских и корејских вртова, њиховом стилизацијом, тако што су јапански вртни дизајнери постепено почели да примењују своју сопствену естетику, на основу аутохтоних материјала и културе. До Едо епохе (XVII век) јапански врт је попримио свој специфичан изглед.
У јапанској култури градња вртова се сматра врхунском уметношћу блиско повезаном са калиграфијом (書道 шодо) и сликањем тушем (墨絵 суми-е). Још једна вештина утицала је на развој јапанског врта, уметност гајења минијатурних пејзажа и минијатурнoг дрвећа - бонсеки и бонсаи.

## Карактеристике вртова
У особине "типичне" за јапанске вртове може да се проникне без дубљег продора у основе јапанског естетског искуства. Јапански вртови су вртови у традиционалном стилу који се налазе уз приватне куће, у градским парковима, и историјским оријентирима као што су будистички храмови, Шинто светилишта и стари замкови. 
Најпознатији jапански вртови на Западу, као и у Јапану, су суви или камени вртови (каресансуи). Традиционална церемонија испијања чаја условила је појаву отмених јапанских вртова другачијег стила - чајних вртова, који евоцирају руралну једноставност.
Од биљног материјала најчешћи су бамбуси, четинари (укључујући јапански црни бор (Pinus thunbergii Parl.)) и листопадно дрвеће као што су јавори који расту изнад тепиха од папрати и маховине.
Поред биљног материјала и главних архитектонских објеката (кућа за становање, чајна кућа или храм), у зависности од архетипа. Поред биљног материјала јапански вртови често садрже више од ових елемената:
- вода права или симболична,
- стене или камени аранжмани, који често долазе из удаљених делова Јапана,
- светиљке, најчешће од камена, Даи-доро и Касуга-доро
- чајна кућа или павиљон,
- структура која ограђује врт – жива ограда, плот или зид традиционалних карактеристика и
- мост или камење за прелаз (stepping stones) до острва.[3]

## Јапански вртови у Србији
У Србији постоје два јапанска врта. Један се налази у Ботаничкој башти „Јевремовац” у Београду и изграђен је 2004. године. Други је изграђен 2011. у Врњачкој Бањи. Оба врта изграђена су уз помоћ донација државе Јапана.